# Газиабад (Афганистан)
Газиаба́д (пушту غازی‌آباد‎, дари غازی‌آباد Ġāziābād) — один из районов провинции Кунар в Афганистане. Район расположен в северной части провинции, между районами Шайгал ва Шинтан и Нари. Гхазиабад граничит с провинцией Нуристан на северо-западе, районом Нари на северо-востоке и районом Шайгал ва Шинтан на юге. Район имеет гористый ландшафт, поэтому в нём мало земли, пригоденой для сельскохозяйственных работ. Большая часть населения района работает в Пакистане. Районный центр — деревня Газиабад (34°42′57″ с. ш. 70°45′33″ в. д.), расположенная на высоте 1271 метр над уровнем моря.
Население района — 16 500 человек (по данным 2006 года).